# Karate-Europameisterschaften 2014
Die 49. Karate-Europameisterschaften der European Karate Federation wurden vom 1. bis 5. Mai 2014 in Tampere in Finnland ausgetragen. Insgesamt starteten 481 Teilnehmer aus 44 Nationen.

## Medaillen Herren

### Einzel
| Kategorie     | Gold            | Silber           | Bronze                                  |
| ------------- | --------------- | ---------------- | --------------------------------------- |
| Kata          | Mattia Busato   | Damián Quintero  | Vu Duc Minh Dack Mehmet Yakan           |
| Kumite -60 kg | Emil Pavlov     | Caspar Lidegaard | Geoffrey Berens Matias Gomez Garcia     |
| Kumite -67 kg | Jordan Thomas   | Niyazi Aliyev    | Yves Martial Tadissi Mauro Scognamiglio |
| Kumite -75 kg | Luigi Busa      | Stanislaw Horuna | Davy Dona Serkan Yagci                  |
| Kumite -84 kg | Georgios Tzanas | Gokhan Gunduz    | Meris Muhović Timothy Petersen          |
| Kumite +84 kg | Enes Erkan      | Shahin Atamov    | Slobodan Bitevic Jonathan Horne         |

### Mannschaft
| Kategorie | Gold | Silber                                                                                                 | Bronze |
| --------- | --- | --- | --- |
| Kata      | Spanien José Carbonell Damián Quintero Francisco Salazar                                                | Italien Mattia Busato Alessandro Iodice Alfredo Tocco                                                  | Kroatien Ivan Ermenic Franjo Maškarin Damjan Padovan Frankreich Vu Duc Minh Dack William Geoffrey Remi Martorana |
| Kumite    | Aserbaidschan Aykhan Mamyev Rafiz Hasanov Asiman Gurbanli Shahin Atamov Niyazi Aliyev Tural Aghalarzade | Türkei Ömer Kemaloğlu Gokhan Gunduz Yasar Sahintekin Ridvan Kaptan Erman Eltemur Enes Erkan Uğur Aktaş | Niederlande Lorenzo Manhoef Moreno Sheppard Timothy Petersen Rene Smaal Geoffrey Berens Donovan Wold Deutschland Andreas Bachmann Noah Bitsch Mehmet Bolat Oliver Henning Jonathan Horne Heinrich Leistenschneider Nikoloz Tsurtsumia |

## Medaillen Damen

### Einzel
| Kategorie     | Gold            | Silber              | Bronze                                 |
| ------------- | --------------- | ------------------- | -------------------------------------- |
| Kata          | Viviana Bottaro | Yaiza Martin Abello | Dilara Eltemur Sandy Scordo            |
| Kumite -50 kg | Serap Özçelik   | Bettina Plank       | Sophia Bouderbane Nurana Aliyeva       |
| Kumite -55 kg | Sara Cardin     | Jennifer Warling    | Emelie Thouy Zhanna Melnyk             |
| Kumite -61 kg | Ana Lenard      | Sanja Cvrkota       | Anita Serjohina Jelena Maksimović      |
| Kumite -68 kg | Inga Sheroziya  | Merve Çoban         | Ivona Tubic Cristina Vizcaino Gonzalez |
| Kumite +68 kg | Fanny Clavien   | Nadège Ait-Ibrahim  | Laura Palacio Gonzalez Helena Kuusisto |

### Mannschaft
| Kategorie | Gold                                                                     | Silber                                                        | Bronze |
| --------- | ------------------------------------------------------------------------ | ------------------------------------------------------------- | --- |
| Kata      | Spanien Sonia García Vantura Yaiza Martin Abello Margarita Morata Martos | Italien Sara Battaglia Viviana Bottaro Michela Pezzetti       | Kroatien Marijana Kiuk Vlatka Kiuk Petra Krivicic Belarus Aliaksandra Fursava Mariya Fursava Darya Rahautsova                              |
| Kumite    | Türkei Meltem Hocaoğlu Merve Çoban Tuba Yakan Serap Özçelik              | Finnland Ayse Abat Emma Aronen Helena Kuusisto Henna Kuusisto | Ukraine Zhanna Melnyk Anita Serjohina Anschelika Terljuha Irina Zaretska Kroatien Ana-Marija Bujas Čelan Ana Lenard Azra Sales Ivona Tubic |

## Medaillenspiegel
Ausrichter 
| Platz | Land                    | Gold | Silber | Bronze | Gesamt |
| ----- | ----------------------- | ---- | ------ | ------ | ------ |
| 1     | Italien                 | 4    | 2      | 1      | 7      |
| 2     | Türkei                  | 3    | 3      | 3      | 9      |
| 3     | Spanien                 | 2    | 2      | 3      | 7      |
| 4     | Aserbaidschan           | 1    | 2      | 1      | 4      |
| 5     | Kroatien                | 1    | 0      | 4      | 5      |
| 6     | Russland                | 1    | 0      | 0      | 1      |
|       | Schweiz                 | 1    | 0      | 0      | 1      |
|       | Nordmazedonien          | 1    | 0      | 0      | 1      |
|       | England                 | 1    | 0      | 0      | 1      |
|       | Griechenland            | 1    | 0      | 0      | 1      |
| 11    | Frankreich              | 0    | 1      | 6      | 7      |
| 12    | Ukraine                 | 0    | 1      | 3      | 4      |
| 13    | Finnland                | 0    | 1      | 1      | 2      |
|       | Serbien                 | 0    | 1      | 1      | 2      |
| 15    | Dänemark                | 0    | 1      | 0      | 1      |
|       | Luxemburg               | 0    | 1      | 0      | 1      |
|       | Österreich              | 0    | 1      | 0      | 1      |
| 18    | Niederlande             | 0    | 0      | 3      | 3      |
| 19    | Deutschland             | 0    | 0      | 2      | 2      |
| 20    | Ungarn                  | 0    | 0      | 1      | 1      |
|       | Montenegro              | 0    | 0      | 1      | 1      |
|       | Bosnien und Herzegowina | 0    | 0      | 1      | 1      |
|       | Belarus                 | 0    | 0      | 1      | 1      |
| Total | Total                   | 16   | 16     | 32     | 64     |